# Belgische federale verkiezingen 2003/Kandidatenlijsten/CD&V
Dit zijn de kandidatenlijsten van CD&V voor de Belgische federale verkiezingen van 2003. De verkozenen staan vetgedrukt.

## Antwerpen

### Effectieven
1. Inge Vervotte
2. Servais Verherstraeten
3. Nahima Lanjri
4. Mia De Schamphelaere
5. Koen Van Den Heuvel
6. Mark Verhaegen
7. Katrien Schryvers
8. Mieke Versteden-Peeters
9. Leo Vannooten
10. Lies Cornelissen
11. Jo Casaer
12. Paul Van Eetvelt
13. Petra Geukens
14. Rob Mennes
15. Eric Janssens
16. Imelda Schrauwen
17. Lili Stevens
18. Luc Blommaerts
19. Maria Van Den Kieboom-Brughmans
20. Kristof Welters
21. Griet Van Doorselaer
22. Wendy Weckhuysen
23. Paul Verbeeck
24. Jos Ansoms

### Opvolgers
1. Jef Van Den Bergh
2. Katrien Schryvers
3. Koen Van Den Heuvel
4. Suzy Maes
5. Bart Leemans
6. Johan Van Bergen
7. Ingeborg Van Hoof
8. Christiane Rombouts
9. Marc Elseviers
10. Wim Peeters
11. Maria Lauryssen
12. Marcel Bellens
13. Wivina Demeester

## Brussel-Halle-Vilvoorde

### Effectieven
1. Herman Van Rompuy
2. Simonne Creyf
3. Michel Doomst
4. Elke Zelderloo
5. Anneliese Simoens
6. Claudine Carels
7. Herman Magnus
8. Veerle Langbeen
9. Nebahat Acar
10. Danny De Kock
11. Gunter Desmet
12. Lutgard Van Biesen-Van der Borght
13. Jan De Backer
14. Andre De Roubaix
15. Inge Schoevaerts
16. Patrick Mensalt
17. Christine Hemerijckx
18. Christine Kubben-Vandenput
19. Kristien Haverals-Verheyden
20. Martin Schoukens
21. Stijn Panneels
22. Tom Dehaene

### Opvolgers
1. Dirk Pieters
2. Chris Verhaegen
3. Frank Judo
4. Anne Sobrie
5. Leen Luyckfasseel-D'Hooge
6. Kris Degroote
7. Micheline De Mol
8. Herman Vander Voorde
9. Greta Permentier
10. Chantal Peeters
11. Etienne Schouppe
12. Jos Chabert

## Leuven

### Effectieven
1. Carl Devlies
2. Dirk Claes
3. Ingrid Claes
4. Katrien Partyka
5. Izzy Van Aelst
6. Inge Claes
7. Manu Claes

### Opvolgers
1. Els Van Hoof
2. Marc Vangrunderbeeck
3. Bart Stals
4. Chris Debrouwer
5. Josseline Pansaerts
6. Mark Eyskens

## Limburg

### Effectieven
1. Jo Vandeurzen
2. Theo Kelchtermans
3. Liesbeth Van Der Auwera
4. Hubert Brouns
5. Sonja Claes
6. Piet Van Otterdijk
7. Mariette Mulders-Janssen
8. Michele Daniels
9. Lieve Pollet
10. Vera Jans
11. Jef Cleeren
12. Johan Sauwens

### Opvolgers
1. Gerald Kindermans
2. Raf Terwingen
3. An Euben-Noelmans
4. Frank Smeets
5. Danielle Biesemans
6. Magda Hanssen
7. Marc Vandeput

## Oost-Vlaanderen

### Effectieven
1. Tony Van Parys
2. Pieter De Crem
3. Greta D'Hondt
4. Paul Tant
5. Joke Schauvliege
6. Annemie Wauman
7. Jan Vermeulen
8. Luc Dupont
9. Phaedra Van Keymolen
10. Herman Venneman
11. Ann Coopman
12. Carine Beirens
13. Jan De Nul
14. Leen De Smedt-Vanderheyden
15. An Jacquemijn
16. Rita De Vylder
17. Jef Van Braekel
18. Koen Mettepenningen
19. Hilde Goedgezelschap
20. Jacques D'Hooghe

### Opvolgers
1. Eddy Couckuyt
2. Leen Dierick
3. Marianne Thysebaert
4. Freddy Verbeke
5. Benjamin De Brabander
6. Katrien Claus
7. Iris De Braekeleer
8. Marleen Van Den Bussche
9. Danny Verstraeten
10. Georgette Van Wouwe
11. Christ Meuleman

## West-Vlaanderen

### Effectieven
1. Stefaan De Clerck
2. Yves Leterme
3. Trees Pieters
4. Luc Goutry
5. Roel Deseyn
6. Griet Coppé
7. Els Roelof
8. Johan Verstreken
9. Jean-Pierre De Clercq
10. Annie Vandenbussche
11. Annie Cool
12. Bernard De Cuyper
13. Rita Demaré
14. Sabine Poleyn
15. Gerda Mylle
16. Hendrik Verkest

### Opvolgers
1. Hendrik Bogaert
2. Nathalie Muylle
3. Katrien Haspeslagh-Kesteloot
4. Kaat Olivier
5. Joris Hindryckx
6. Jan Seynhaeve
7. Els Kindt
8. Kurt Vanryckeghem
9. Jan Verfaillie

## Senaat

### Effectieven
1. Stefaan De Clerck
2. Marc Van Peel
3. Sabine de Bethune
4. Hugo Vandenberghe
5. Erika Thijs
6. Truus Lostrie
7. Monica Van Kerrebroeck
8. Trees Van Eykeren
9. Bart Coopman
10. Ali Caglar
11. Chantal Coussement
12. Huub Broers
13. Hilde Van De Werf
14. Kathleen Helsen
15. Mark Lissens
16. Kris Vleugels
17. Willy Van Sande
18. Stijn Bogaert
19. Els De Meersman
20. Marleen Wastiau
21. Mark Eyskens
22. Brigitte Grouwels
23. Henri d'Udekem d'Acoz
24. Tineke Vandenavenne-Teerlynck
25. Etienne Schouppe

### Opvolgers
1. Jan Steverlynck
2. Wouter Beke
3. Cathy Berx
4. Freddy Vandenbussche
5. Cindy Franssen
6. Eddy Herrebout
7. Elke Tindemans
8. Chris Maene-Vileyn
9. Nicole Rutten-Coenen
10. André Monteyne
11. Simone Van Brussel-Ketels
12. Jef Gabriels
13. Marianne Thyssen
14. Jean-Luc Dehaene